# Церква Пресвятої Тройці (Тростянці)
Церква Пресвятої Тройці в Тростянцях — парафія і храм греко-католицької громади Коропецького деканату Бучацької єпархії Української греко-католицької церкви в селі Тростянці Чортківського району Тернопільської области.

## Історія церкви
У 1834 році (за іншими даними — у 1812) греко-католицька громада села Тростянці збудувала церкву.
У 1911 році, за служіння о. Івана Левицького, збудували нову церкву. Дзвіницю спорудили з матеріалу старої церкви. Будівництвом керував Семен Герасим'юк з Гуцульщини. Дерев'яні колоди сплавляли річкою Дністер. Храм освятили на честь Пресвятої Трійці. Різьбар Василь Маглич з Яворова виготовив іконостас у стилі бароко, а також два бічні престоли, горне сідалище, Царські ворота та кивот. Основними жертводавцями були родини Балагурів, Білобровків, Шелепків, Протасів.
У міжвоєнні роки парафіяни намагалися насипати на місці старого храму символічну могилу Українським Січовим Стрільцям, але влада заборонила це. У 1939 році, коли село майже повністю згоріло, храм вдалося врятувати завдяки деревам, висадженим навколо.
До 1946 року парафія належала до УГКЦ. З 1946 по 1956 рік вона була в юрисдикції РПЦ, а потім церкву закрила державна влада.
У 1989 році, після виходу УГКЦ з підпілля, почалося відновлення. За ініціативи Ілька Федорчука та громади була насипана символічна могила УСС, біля якої у 1990 році всі дорослі чоловіки села присягнули на вірність Україні. За кошти родини Балагурів збудували каплицю. Усі хрести, знищені радянською владою, були відновлені за ініціативи Ілька Федорчука, Івана Шеленка, Івана Білобровки та Дмитра Собецького.
При парафії діють братство «Апостольство молитви», спільнота «Матері в молитві» та Вівтарна дружина.

## Парохи
- о. Волковецький,
- о. Стрембицький,
- о. Теофан Глінський,
- о. Горбачевський,
- о. Лопатицький,
- о. Ангелович (до кінця 1889),
- о. Іван Левицький (з 1890),
- о. Рачинський (1948—1956),
- о. Петро Савіцький,
- о. Ярослав Велиган,
- о. Володимир Колобіжка,
- о. Ярослав Максимлюк,
- о. Мирослав Бричка (адміністратор з 2012).